# 曼科·卡帕克
曼科·卡帕克（克丘亞語：Manqu Qhapaq，西班牙語：Manco Cápac），古代南美洲印加傳說中的開國君主。在傳說中，曼科·卡帕克以「太陽神之子」的身份，大約在1200年 率領最早期的印加部族，在秘魯的庫斯科建立王國，擴張領土，並為其統治下的印地安人創造了文明的生活。

## 開國傳說

### 來歷
- 曼科·卡帕克以前的情況：根據古代的印加傳說，在曼科·卡帕克御世之前，人們生活於未開化的環境當中，不懂得耕種、建屋、造衣，以及沒有宗教信仰及不懂禮貌。[2]
- 曼科·卡帕克的來歷：由於人類的生活尚處落後階段，因此，印加人所崇拜的「太陽我父」（太陽神因蒂），「便派他的一兒一女（即曼科·卡帕克及他的姊妹兼妻子瑪瑪·奧克略·瓦科，西班牙語：Mama Ocllo Huaco，克丘亞語：Mama Uqllu）從天庭來到地上，讓他倆教化眾人尊敬太陽我父，崇拜和尊奉他為自己的神；讓他倆給人們制訂規章和法律，使眾人像通理性、懂禮貌的人一樣生活。」[3]簡言之，曼科·卡帕克不但是印加傳說裡首出御世的君王，而且更被視為創造文明的人物。

### 開國傳說

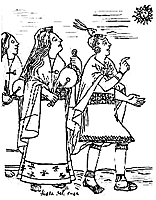
曼科·卡帕克及其妻瑪瑪·奧克略·瓦科。二人均是印加開國的重要人物。

- 稱王：根據傳說，太陽神因蒂吩咐曼科·卡帕克夫婦，帶著一根金杖尋找一個可以往地上就戳就能插進去的地方，找到後就在此處建立王宮。他們到達庫斯科附近的山谷中，找到能把金杖插進地下的地方，便在這裡定居，及開始營建村落。其後，曼科·卡帕克夫婦在附近一帶召集更多的野人。傳說提到，這些野人對於曼科·卡帕克夫婦的衣著、言行舉止及食物都感到十分驚奇，深信二人是太陽神的子女。[4]
- 建設京城庫斯科：曼科·卡帕克夫婦召集野人來到庫斯科後，便由曼科·卡帕克劃出圖跡，民眾照他的意思建成都會。曼科·卡帕克又把庫斯科分成各個城區，並且開渠引水，灌溉田地，教曉居民從事耕作，以獲取食物。[5]

### 「曼科·卡帕克」的含義
據《印卡王室述評》的說法，曼科·卡帕克裡的「卡帕克」，意思是「精神富有，即說明他胸襟博大，性情溫和，仁愛寬厚，慷慨豪爽，主持公道，所想所為都是給窮人造福。」而「曼科」則是專有名詞。而他的稱號「印加」（Inca），用在國王身上時意謂「君主」，用在其他人身上意謂「王公」。另外，傳說他積極為人民締造福祉，因而被人民尊稱為「瓦克查庫亞克」（Huacchacuyac），意思是「窮人的愛護者和恩人」。

## 統治傳說

### 擴張領地
傳說曼科·卡帕克稱王後，仍繼續向外降服其他民族，並對征服地進行殖民政策，使之納入庫斯科的一部份。據印加王族成員之一的印卡·加西拉索·德拉維加所說，曼科·卡帕克統治時，「往東他降服到保卡爾坦普河（Paucartampu）的那個地區，往西征服八萊瓜（西班牙里程單位），到了叫作阿普里馬克河的那條大河，往南收服九萊瓜，一直到了克克薩納。」他還下令在這片地區內進行殖民。

### 創立宗教
即使庫斯科一帶地方不大，但各部族亦有自己的偶像崇拜。據傳說，以「太陽神之子」自居的曼科·卡帕克，對於並未皈依太陽神的部落，要求他們「廢除他的的祭儀和偶像，要他們像其他百姓一樣崇拜太陽。」為了加強民眾對太陽的敬拜，他更在指定地點下令建造太陽神廟，要求人民崇拜，以使太陽向人們賜給福祉。

### 實施文明教化
根據傳說，曼科·卡帕克教導百姓和睦和諧，男耕女織，並且制定法典，規定男女婚姻事宜，以及嚴禁通奸、殺人、偷竊等罪行，違者處死。另外，又唯才唯賢是舉，選拔「最親切、溫厚和慈善，最熱心為眾人造福的人」為地區長官。

### 制定服飾
印卡·加西拉索·德拉維加提到，曼科·卡帕克曾根據人們的社會地位，制定了服飾。例如，身為國王的曼科·卡帕克，他的頭飾中有一套辮狀飾物，並被編成好幾種顏色。而百姓原先是不許戴上頭飾，但後來經曼科·卡帕克「恩准」後，便可以配戴，但郤只能是黑色，以示他們不能僭越。

### 規定王室通婚
為了令每一代的儲君的父系與母系兩方都有資格繼承王位，據說曼科·卡帕克還規定兄弟要與姊妹結婚，以保持王室血統的純潔性。不過，曼科·卡帕克亦有「非婚生子女」（與其他女性所生的子女）。

### 對顯貴賜姓「印加」
「印加」（Inca）一字，代表了代表了國王的標志及王室姓氏。曼科·卡帕克臨終時，將最顯貴的人民賜姓「印加」，以表示對他們愛如親子。印卡·加西拉索·德拉維加對這個措施作了解釋，說希望這些獲賜姓的人及子孫後代，「以國王兒子的身份為現在在位的國王以及繼他之後登基的國王效命，從服和勸服其他印第安人，以壯大他的帝國。他要他們把這些牢記在心田和腦海，像忠心的百姓那樣勤王效命，以報答他的恩情。」

## 去世
據說，曼科·卡帕克在位三十多年或四十多年後去世。其後，由他和姊妹兼妻子瑪瑪·奧克略·瓦科所生的長子辛奇·羅卡繼位。人們把曼科·卡帕克的遺體填上防腐劑，保存起來，隨時瞻仰，當作神靈拜祭。

## 詮釋

### 王室後代說法
生活於16、17世紀的印卡·加西拉索·德拉維加，對於曼科·卡帕克的存在深信不疑，認為他是「大概是某位聰明智慧、精明強幹和敢作敢為的印第安人」，並且認為他是利用未開化民眾的愚昧而取得成功，「為了得到尊敬，他機智巧妙地編造出那段神話，詐稱他和他的妻子是太陽的兒女」，從而取得上古印加人民的信任及統治大權。

### 學者說法
美國學者普雷斯科特認為，有關曼科·卡帕克的傳說，本身是荒誕不經。古代印加人編造這傳說的目的，「為的是滿足秘魯王朝的虛榮心，而且通過把他們的權力說成是神授而增加其威信。」